# MECC
MECC (англ. Minnesota Educational Computing Consortium, Миннесотский Консорциум Вычислений и Образования) — американская компания, занимавшаяся распространением и сопровождением компьютерных технологий в школах штата Миннесота. ПО компании впоследствии получило широкое распространение в школах других стран.

## История
Компания была основана в 1973 году. Когда она вышла из-под юрисдикции штата Миннесота, название было изменено на Миннесотская Корпорация Вычислений и Образования. Компания являлась издателем и дистрибьютором высококачественных образовательных программ для детей. В мае 1996 года MECC была приобретена компанией SoftKey International.

## Изданные игры
- Africa Trail
- The Amazon Trail
- Dinopark Tycoon
- Dr. Livingstone, I Presume?
- Freedom!
- Lemonade Stand
- Math Munchers Deluxe
- MayaQuest Trail
- Museum Madness
- Number Munchers
- Odell Down Under
- Odell Lake
- Opening Night
- Oregon Trail II
- Oregon Trail II: 25th Anniversary Limited Edition
- The Oregon Trail
- The Secret Island of Dr. Quandary
- Snap Dragon
- Storybook Weaver Deluxe
- Super Munchers: The Challenge Continues...
- Trivia Munchers Deluxe
- Troggle Trouble Math
- The Yukon Trail